# Prevajanje
Prevajanje je proces prenosa pomena iz izvirnega jezika v ciljni jezik. Pri tem gre za prenos jezikovne in kulturne značilnosti v drug jezik. Potrebno je, da se pri samem procesu prevajanja ne izgublja pomen besed, ki je v različnih kulturah drugače obarvan. Zavedanje kulturnih razlik med izvornim in ciljnim jezikom je ključno pri delu prevajalca, saj z upoštevanjem le-tega postane prevod razumljiv in ustrezen. Vedo, ki se s tem prenosom ukvarja, imenujemo prevodoslovje.
Izhodiščno besedilo je lahko v pisni ali v govorni obliki. Kadar imamo besedilo v pisni obliki gre za pisno prevajanje. V nasprotnem primeru, ko imamo besedilo v govorni obliki, pa govorimo o tolmačenju.
Ločimo tri vrste prevajanja po strukturalistu Romanu Jakobsonu: 
- Intrajezikovni prevod (preubeseditev) je interpretacija določenega besedila znotraj istega jezika
- Interjezikovni prevod je interpretacija besedila iz enega v drug jezik (iz izvornega v ciljni jezik)
- Intersemiotičen prevod (transmutacija) je interpretacija besednih znakov s pomočjo nebesednih

Kljub temu da je prevajanje obstajalo že v antičnih kulturah, se je kot poklic pojavilo šele v 20. stoletju. Prevajanje poleg obrtne dejavnosti uvrščamo tudi v umetnost - obrt je zato, ker se mora prevajalec držati določenih pravil in norm, umetnost pa zato, ker lahko v prevod posega tudi sam.

## Etimologija
Izraz "prevod" izvira posredno iz latinske besede translatio (katere korena sta trans-  in fero, oziroma supin latum — ki v dani zvezi pomenita "nesti čez"). Sodobni Romanski jeziki uporabljajo inačice angleške besede "translation" z istim latinskim korenom oziroma iz besede traduco ("voditi čez", "prepeljati"). Slovanski (slovenski "prevod") in germanski jeziki (nemški "übersetzen")  sledijo tej shemi, z izjemo holandščine z "vertaling" - tj. "prejezičiti".
Antična grščina pozna μετάφρασις (metaphrasis, "govoriti čez"), kar je izvor izraza "metafraza" za "dobesedni" prevod, — za razliko od "parafraze" ("rečeno z drugimi besedami", iz παράφρασις, paraphrasis). "Metafraza" po novejših terminologijah ustreza "formalni ekvivalenci", "parafraza" pa "dinamični ekvivalenci"."
Ikona za umetnost prevajanja je Kamen iz Rosette. Ta trojezična stela (hieroglifska egipčanščina, demotska egipčanščina, antična grščina) je ključ, ki je odklenil skrivnost egipčanskih hieroglifov (zaslužni za to Thomas Young, Jean-François Champollion, in drugi.)

## Klasifikacija po načinih
- Pisno prevajanje
- Prevajanje na pogled (prima vista)
- Tolmačenje (konferenčno, dialoško, posredovanje v pogovor)
- Sodno tolmačenje
- npr. sinhronizacija filmov
- Podnaslavljanje
- Medijsko prevajanje
- Strojno prevajanje

## Klasifikacija po vsebini
- Splošno prevajanje
- Strokovno, znanstveno prevajanje
- Pravno, poslovno prevajanje
- Književno prevajanje

Pisno prevajanje lahko v grobem razdelimo na več podzvrsti, in sicer prevajanje splošnih besedil, prevajanje strokovnih besedil in književno prevajanje.

### Prevajanje splošnih besedil
Prevajanje nezahtevnih besedil za katere ni potrebno imeti posebnega tehničnega znanja in poznavanja strokovne terminologije. Prevajanje splošnih besedil je najlažja izmed zvrsti prevajanja.

### Prevajanje strokovnih besedil
Prevajanje besedil različnih strok (prava, računalništva, farmacije, strojništva, ekonomije, podjetništva, financ in ostalih) od prevajalcev zahteva določeno stopnjo specializacije. Prevajalci tovrstnih besedil so ustrezno usposobljeni in poznajo strokovno terminologijo področja. Strokovne prevode se običajno še dodatno lektorira neodvisno od prevajanja. V izogib napakam in nevšečnostim ustreznost terminologije pregleda strokovnjak.

### Književno prevajanje
Književno ali literarno prevajanje je področje prevajanja, ki se ukvarja s prevajanjem besedil na področju literature, torej literarnih del, kot so novele, kratke zgodbe, romani, gledališke igre, pesmi ipd. Je ena najbolj zapletenih oblik medkulturnega sporočanja, ki omogoča prenos književnosti v druge jezike in kulture. Predvsem zahtevno pa je prevajanje pogovornega jezika in dialekta. Prevajalci književnih del so pogosto tudi sami avtorji poezije ali proze.
Ker je literatura odvisna tudi od kulture, se lahko literarni prevod nekega dela precej razlikuje od besedila v izhodiščnem jeziku. Gre za eno izmed najbolj prepoznavnih in zapletenih vrst prevajanja, čeprav je zanimanje zanjo med prevajalci precej majhno. Prevajalci literarnih besedil zaslužijo veliko manj kot ostali prevajalci, zato se za literarno prevajanje odločijo le tisti, ki se zanimajo za literaturo, nek določen jezik in kulturo in ki si lahko privoščijo literarno prevajati (občiajno vzpordeno z drugim prevajanjem in/ali drugo službo).
Literarni prevodi so pomembni pri medkulturni izmenjavi, sliki druge kulture v določeni jezikovni skupnosti in pri razvoju nacionalne kulture in identitete. Če govorimo o prevajanju literarnih besedil (romanov, povesti, iger, poezije, itd.), govorimo praktično o umetnosti. V večjezičnih deželah, kot je Kanada, se prevod pogosto obravnava kot samostojen literarni dosežek, pravno pa je prevajalec prav tako lastnik pravic svojega prevoda (če ni s pogodbo določeno drugače).
Po mnenju poznavalcev je najteže prevajati poezijo, saj sta težavna tako prenos oblike kot vsebine v ciljni jezik. V svojem vplivnem članku On Linguistic Aspects of Translation iz leta 1959 je ruski jezikoslovec Roman Jakobson izjavil, da je »poezija po definiciji neprevedljiva«. Leta 1974 je ameriški pesnik James Merrill napisal pesem Lost in Translation, ki delno obravnava to vprašanje. To obravnava tudi knjiga Douglasa Hofstadterja iz leta 1997, Le Ton beau de Marot. S prevajanjem poezije je povezano tudi prevajanje pétih besedil (péto prevajanje), saj je večina vokalne glasbe, vsaj v zahodni tradiciji, zasnovana v urejenih vzorcih, še posebej v verzih in z rimo. Značilen primer prevajanja poezije za petje so cerkvene himne (npr. nemški korali, ki jih je v angleščino prevedla Catherine Winkworth).
Prevajanje pétih besedil ima več omejitev kot prevajanje poezije, kajti pri prvem je v izbiri med prevajanjem v verzih in prevajanjem, ki odpravlja ustroj v verzih, na voljo le malo ali praktično nič svobode. Človek lahko v pétem prevodu spremeni ali izpusti rimo, vendar pa predstavlja dodeljevanje zlogov določenim notam v izvirni glasbeni postavitvi izjemen izziv za prevajalca. Drugi problemi pri pisanju pétega prevoda vključujejo ponavljanje besed in fraz, postavitev premorov in poudarkov, značilnosti samoglasnikov, zapetih pri visokih notah, in ritmične značilnosti vokalne linije, ki je lahko bolj naravna v izvornem kot pa v ciljnem jeziku. Ker je petje prevedenih besedil uveljavljeno že stoletja, se poslušalcu običajno ponudi zapisan prevod (npr. kot del koncertnega programa ali pa kot projicirani napisi v koncertni dvorani ali v vizualnem mediju - podnapisi ali nadnapisi).

## Klasifikacija po jezikovnih smereh
- Jezik A (dobro poznavanje maternega jezika)
- Jezik B (brezhibno aktivno znanje tujega jezika)
- Jezik C (brezhibno pasivno znanje tujega jezika)

## Prevodni postopek
Prevodni postopek je postopek prenosa izvirnega besedila (besedila v izvirnem jeziku) v ciljno besedilo (besedilo v ciljnem jeziku). Pri tem ne gre le za dobesedni prevod posameznih besed, ampak za prenos pomena in sporočila besedila ter posameznih kulturno specifičnih elementov iz enega jezikovnega okolja v drugega.
Prevodni postopek poteka v 4 korakih:
- razčlemba (prvo branje besedila),[6]
- ugotavljanje namena besedila (komu je namenjeno, kakšen je besedilni slog, register, čemu služi),
- izbira prevodne strategije,
- ubeseditev v ciljnem jeziku.

Po Katherini Reiẞ gre pri prevodnem postopku za ustvarjanje ekvivalence med izvirnim in ciljnim besedilom. Pri tem ne gre za dobesedni prevod, temveč za ustrezen prevod, ki ima v obeh jezikih isti komunikacijski učinek in podobno učinkuje na bralca v obeh jezikih.

### Udeleženci v prevodnem postopku
Udeležence v prevodnem postopku delimo na primarne in sekundarne.
- Primarni: avtor besedila, naročnik prevoda, naslovnik (bralec prevoda), prevajalec,
- Sekundarni: so tisti, ki pri nastajanju prevoda pomagajo - lektorji, strokovni svetovalci, korektorji, včasih tudi avtor izvirnega besedila, če pri prevajanju sodeluje kot svetovalec.

### Prevodne strategije
Prevajalec prevodno strategijo izbere glede na tip besedila, glede na to, kje bo besedilo objavljeno in kdo je ciljni bralec. Poznamo več prevodnih strategij: 
- prenos (transferenca/transkripcija): gre za prenos določene besede ali besedne zveze iz enega jezika v drugega, ne da bi to besedo ali besedno zvezo prevedli, saj v ciljnem jeziku ni ustreznice (primer: dolce vita),
- kulturna ustreznica: določene kulturne realije, ki jih je težko prevesti, v ciljnem jeziku povemo na drugačen način, z opisom, ki bralcu omogoči, da razume, kaj ta kulturna realija pomeni (primer: Baccalaureat - francoska matura),
- funkcijska ustreznica: za prevod izberemo opis, ki nam pove, kakšno vlogo ima nek kulturni element v izvirni kulturi (primer: Sejm - poljski parlament),
- opisna ustreznica: pomen določene besede moramo opisati, saj ne obstaja jezikovna ustreznica v ciljnem jeziku, tudi kulturni element, ki ga ta beseda poimenuje, pa je ciljnim bralcem neznan (primer: mačeta v pravljici, kjer je pomen lahko neznan otroku),
- direktni/dobesedni prevod ali kalkiranje: gre za prenos vsakodnevnih kolokacij in kratic, imen organizacij, kjer v ciljnem jeziku ni ustreznic (primer: UNESCO),
- približni prevod: gre za prevod, kjer se zabriše lokalno obarvanje nekega kulturnega elementa, zato da je ciljnemu bralcu besedilo lažje razumeti (primer: sombrero - klobuk),
- sobesedilni prevod: razlago nekega kulturnega elementa dodamo v opombo pod črto.

### Strojno prevajanje
Pri strojnem prevajanju, ki temelji na pravilih (ang. rule-based machine translation, RBMT), se izhodiščno besedilo najprej analizira na oblikoslovni in slovnični ravni, da se pridobi slovnična predstavitev. Strojni prevajalnik, ki upošteva jezikovna pravila, zato za svoje delovanje potrebuje obsežne leksikone z morfološkimi, sintaktičnimi in semantičnimi podatki ter obsežno bazo jezikovnih pravil.
Način zapisa pravil se razlikuje od sistema do sistema, vse pa veže dejstvo, da je postavitev takšnega sistema dolgotrajno opravilo. V to skupino spada večina današnjih komercialnih prevajalnih sistemov, čeprav se pri gradnji poslužujejo nekaterih manj standardnih prijemov. Sistemi te paradigme izvorno besedilo najprej morfološko ter skladenjsko analizirajo ter izdelajo predstavitev vhodnega besedila, po navadi v obliki drevesa skladenjske razčlembe (ang. parse tree). Ta predstavitev se še dodatno abstrahira s poudarkom na zahtevah strojnega prevajanja. Abstraktna predstavitev vhodnega besedila v izvirnem jeziku se s prenosom prevede v podobno predstavitev v ciljnem jeziku, to predstavitev pa sistem uporabi kot osnovo za tvorjenje besedila v ciljnem jeziku; pravzaprav uporabi enake metode kot pri analizi besedila, le da pri tvorjenju postopek poteka v nasprotni smeri.<br /

## Kulturna specifičnost pri prevajanju

### Kultura
Obstaja več definicij kulture, ki se med seboj nekoliko razlikujejo in dopolnjujejo ter hkrati pojasnjujejo, iz katerih sestavin in kako je kultura sestavljena. Kultura je skupnost ljudi, ki imajo določene družbeno pogojene lastnosti, in njihovih dosežkov. Kulturno specifični detajli se nahajajo v podzavesti in segajo do posameznikove ideološke determiniranosti. Gail Robinson opredeljuje kulturo kot razdeljeno na zunanje (npr. jezik) in notranje (npr. vrednote) dejavnike. Poleg tega našo kulturo zaznamujejo tudi dejanski produkti in značilnosti – na primer umetnost, artefakti itd. Fon Trompenaar opredeljuje kulturo kot dinamični proces, s katerim rešujemo medčloveške probleme. Po njegovem naj bi bila sestavljena iz treh delov, in sicer iz zunanje in srednje plasti ter jedra. Zunanja plast naj bi predstavljala eksplicitno kulturo (predmeti in produkti, kot na primer jezik in hrana), srednja plast predstavlja vrednote in norme, jedro pa implicitno kulturo (temeljna prepričanja o eksistenci). Geert Hofstede razlaga, da kulturo sestavlja več plasti – vrednote in različne prakse. Slednje se delijo na rituale, junake in simbole (besede, geste, predmeti) določene kulture. Za razumevanje kulture je pomembna t. i. Teorija ledene gore Edwarda T. Halla, ki kulturo deli na tehnično, formalno in neformalno. Tehnična kultura predstavlja vrh ledene gore in pomeni ekspliciten, jasen jezik, ki je vsem razumljiv; formalna kultura predstavlja del ledene gore tik pod vodno gladino ter se nanaša na bonton in obnašanje znotraj posamezne kulture; neformalna kultura pa je predstavljena kot večinski del ledene gore pod vodo, poteka pa na nezavedni ravni ter zajema tradicijo, običaje, mišljenje in komunikacijo določene kulture.

#### Specifični elementi kulture
Med specifične elemente kulture, ki predstavljajo še posebej zanimivo, a hkrati težavno plat medjezikovnega posredovanja, štejemo kultureme in kulturne realije.

##### Kulturemi
Kulturem (→ izhajajoč iz kulture) je osnovni element etnolingvistike.
V ožjem kulturem pomenu pomeni ključne besede oziroma kulturne scenarije, ki uravnavajo jezikovne situacije. Sem spadajo tudi stereotipi, stalne besedne zveze itd.
Kultureme po behavioristični realizaciji delimo na neverbalne, ekstraverbalne, verbalne in parajezikovne (slednja sta tesno povezana). Neverbalni so na primer mimika, gestika in gibi telesa; ekstraverbalni so čas, prostor in socialne spremenljivke; verbalni so besede, stavki in besedila; parajezikovni so melodija, ritem (govora) itd.

##### Kulturne realije
Realije so stvarni elementi izvirne kulture.
Kulturne realije so kulturno specifični elementi (v besedilu), torej zaznamovani, težje prevedljivi deli besedila, ki za razumevanje zahtevajo določeno poznavanje neke kulture.
Po S. Florinu so realije izjemno pomembne predvsem z dveh vidikov.
1. Pokažejo, da prevod, čeprav je osnovan na jeziku, nikakor ni omejen le na jezik.
2. Dokazujejo, da gre pri prevodu za – prevod; vedno namreč ostajajo kulturno zaznamovane enote besedila (→ realije), ki so prevzete oziroma prenesene iz izvirnika in predstavljajo drugo kulturo. Prevajalec poskuša prevod čim bolj povezati z izvirnikom, vendar to (seveda prav zaradi realij) ne more biti nikoli do konca izvršeno.

S. Florin klasificira kulturne realije v tri skupine, in sicer tematske, geografske in časovne. Tematska skupina upošteva materialne in logične skupine; sem spadajo etnične (npr. kantoni, ekshibicija), etnografske značilnosti in denarne enote (predvsem zgodovinsko pogojeno).
Geografska skupina zajema geografske značilnosti površja (npr. polder, fjord, pusta itd.) in realije, ki so del le enega jezika. Te se delijo na nacionalne in lokalne realije (npr. planšar – v Alpah), slednje pa so nadaljnje razdeljene še na mikrolokalne, mednarodne (ki so nacionalnega izvora, vendar sprejete v več jezikov) in regionalne (ki niso nujno omejene na geografsko področje, ampak na primer zajemajo celotno področje, kjer prevladuje določena vera).
Časovna skupina kulturne realije deli na zgodovinske in moderne.

###### Prevajalske strategije
Pri prevajanju (oziroma posredovanju v ciljni jezik) kulturnih realij je prevajalec (v vlogi medkulturnega posrednika) razpet med dva ekstrema – med ustreznost (čim bliže izvirniku; tudi fonetično) in sprejemljivost (čim lažja razumljivost za ciljno kulturo; podomačitev). Obstaja namreč več prevajalskih strategij, med katerimi so najpogostejše:
- prenos (transferenca) oziroma transkripcija (prečrkovanje) – tu gre po navadi za neprevedljive realije, polkulturne izraze (npr. fr. chef = šef);
- kulturna ustreznica – tu gre za neprevedljive kulturno pogojene izraze, ki pa se jih da na kratko opisati ali najti neko kulturno ustreznico (npr. le Baccalauréat = francoska matura);
- funkcijska ustreznica – poiščemo jo glede na to, kakšno vlogo (funkcijo) ima nek izraz v izhodiščnem besedilu (jeziku/kulturi);
- opisna ustreznica – gre za izraz v izhodiščnem besedilu, ki v ciljnem besedilu ne obstaja; zato je potreben opis, da razložimo funkcijo tega izraza, s tem pa prilagodimo prevod, da ima tudi ustrezen učinek;
- direktni/dobesedni prevod ali kalkiranje – tu gre za prevzem rabe izraza ali za dobesedni prevod, lahko pa izraz ostane tudi nepreveden (npr. imena mednarodnih organizacij, ki jih večinoma ne prevajamo, in izrazi, ki so prevedeni dobesedno; npr. zgoščenka).[11]

### Medkulturni posrednik
Za medjezikovnega posrednika (večinoma prevajalca ali tolmača) je ključno poznavanje kulture, iz katere izhaja besedilna ali kulturna enota, ki jo mora posredovati v drugem jeziku. Zato mora biti vsak medjezikovni hkrati tudi medkulturni posrednik.
Medkulturni posrednik pomeni neko višjo stopnjo prevajalca ali tolmača, saj ima poleg dobrega jezikovnega znanja tudi tako dobro poznavanje (svoje in tuje) kulture, da uspešno rešuje težave pri posredovanju kulturno pogojenih izrazov v drugi jezik ter tako v resnici prenaša izvirno kulturo v ciljno.

## Zgodovina
Zgodovina prevajanja sega daleč nazaj v preteklost in sicer v obdobje med 3. in 1. stoletjem pred našim štetjem, ko je bila Stara zaveza Biblije prevedena iz hebrejščine v grščino. Pred tem za prevode v resnici ni bilo velike potrebe, saj je imelo vsako ljudstvo besedila zapisana v jeziku, ki so ga govorili sami in zato tudi razumeli. Potreba po prevajanju se je rodila iz tega, ko je z osvajanji Aleksandra Velikega grščina postajala vse bolj dominanten jezik, in so ga zato v večini dežel, ki jih je osvojil, prevzeli za svoj glavni jezik. Sčasoma je tako vse manj Judov govorilo hebrejsko, zato so se odločili, da morajo Staro zavezo iz hebrejščine prevesti v grščino (ta prevod se imenuje Septuaginta, saj legenda pravi, da naj bi te spise prepisovalo oz. prevajalo sedemdeset prevajalcev). Zatonu grške države in s tem tudi kulture je sledil vzpon Rimljanov, kar pa ni pomenilo, da se dela iz tistega časa niso ohranila, temveč prav nasprotno, veliko del se je ohranilo in prav zato se je rimska kultura zelo zgledovala po grški. Rimljani so prevajali grška dela iz grščine v latinščino, vendar so velikokrat to počeli tako, da dela niso preprosto prevedli, temveč so celotno dogajanje prestavili v čas rimske države. V prvih stoletjih po Kristusu se je iz vzhoda proti rimski državi počasi začelo širiti tudi krščanstvo, ki je bila sprva prepovedana vera, ljudje, ki pa so ga sprejeli, tega javno niso smeli izkazovati. Leta 313 je bil na pobudo takratnega cesarja Konstantina podpisan t. i. milanski edikt, s katerim je krščanstvo postalo uradno dovoljeno, leta 380 pa ga je cesar Teodozij označil za državno vero, to pa je pomenilo, da se je pojavila potreba po tem, da bi Biblijo (Staro zavezo in evangelije iz Nove zaveze) prevedli iz grščine oziroma hebrejščine v latinščino. Za to nalogo je Rim določil svetega Hieronima, ki je s svojimi sodelavci prevedel obe zavezi v latinski jezik. Ta prevod se je imenoval Vulgata, kar v latinskem jeziku pomeni ljudska, torej ljudstvu razumljiva, in še danes velja za najpomembnejši prevod Biblije iz tistega časa.

### Srednji vek
V srednjem veku prevajanje zopet ni bilo potrebno, saj je bila latinščina glavni jezik, ki se je uporabljal v besedilih. Latinsko so znali samo izobraženci in duhovniki, ki so vsebino (večinoma verskih) besedil potem ustno posredovali ljudstvu. Ponovna potreba po prevajanju se je znova pojavila v 9. stoletju, ko je Karel Veliki izdal zakon, ki pravi, da morajo biti vse osnovne molitve, splošni obrazci spovedi in pa pridige zapisane ter posredovane ljudem v njihovem maternem jeziku. To je povzročilo prevod v veliko različnih jezikov, med drugim pa je bil ta zakon tudi eden izmed razlogov za nastanek Brižinskih spomenikov, kjer srečamo dva obrazca splošne spovedi in pa pridigo o grehu ter pokori.

### Reformacija
Ponovni val prevajanja sta sprožila Martin Luther in reformacija nasploh. Ena izmed glavnih zahtev protestantskega gibanja je bila, da mora vsak človek Biblijo in vero spoznavati in brati v svojem maternem jeziku. Prav ta zahteva pa je bila velika motivacija za številne protestante, da so Biblijo prevedli v svoj materni jezik (takšen prevod smo leta 1584 dobili tudi Slovenci, ko je Jurij Dalmatin celotno Sveto pismo prevedel v slovenščino). Veliko vlogo pri razširjanju prevedenih del pa je imel tudi Gutenbergov izum tiska, ki je omogočal, da so natisnili več del v krajšem času in tako besedila lažje predstavili večjemu številu ljudi.

### Čas industrializacije
V času industrializacije je največji pomen dobilo prevajanje tehničnih del, saj se je s pojavom strojev pojavila tudi potreba po tem, da človek razume njihovo delovanje in upravljanje. Pred tem so v obdobju romantike in klasicizma dela postala bolje prevajana, saj je postalo najbolj pomembno dejstvo, kakšna je sama kvaliteta nekega prevoda.

### Novejša zgodovina
Bolj, kot se je človek približeval moderni dobi, bolj odvisno je prevajanje postajalo od računalnikov in interneta. Dandanes je prevedenih veliko raznovrstnih del, dostopnost le teh pa je veliko večja kot včasih. Kljub vplivom računalnika in interneta pa je nemogoče nadomestiti človekovo lastno znanje jezika in znanje prevajanja, zato je kvaliteta prevoda še vedno močno odvisna od prevajalca samega in seveda od njegovega znanja.